# Mattia Boninfante
Mattia Boninfante (Venezia, 24 giugno 2004) è un pallavolista italiano, palleggiatore della Lube.

## Biografia
Suo padre, Dante Boninfante, era anch'egli un pallavolista.

## Carriera

### Club
La carriera di Mattia Boninfante inizia nella stagione 2020-21 nel Treviso, in Serie B. L'annata successiva viene ingaggiato dal Prata, in Serie A3: conquista la Coppa Italia di categoria e la promozione in Serie A2, categoria che disputa con la stessa squadra nella stagione successiva.
Per il campionato 2023-24 esordisce in Superlega acquistato dal Modena, per poi passare in quella seguente alla Lube, sempre nella massima divisione, con cui vince la Coppa Italia.

### Nazionale
Nel 2020 viene convocato nella nazionale italiana under 18 con cui si aggiudica l'oro al campionato europeo; seguono quindi le convocazioni nella nazionale under 19 nel 2021, in quella under 20 nel 2022, con le vittorie delle medaglie d'oro al Festival olimpico estivo della gioventù europea e al campionato europeo, in quella under 21 nel 2023, con l'argento al campionato mondiale, e in quella under 22 nel 2024, conquistando l'argento al campionato europeo.
Ottiene le prime convocazioni nella nazionale maggiore nel 2025, esordendo nel corso della Volleyball Nations League durante la gara contro la Bulgaria.

## Palmarès

### Club
- Coppa Italia: 1

2024-25
- Coppa Italia di Serie A3: 1

2021-22

### Nazionale (competizioni minori)
- Campionato europeo under 18 2020
- Festival olimpico estivo della gioventù europea 2022
- Campionato europeo under 20 2022
- Campionato mondiale under 21 2023
- Campionato europeo under 22 2024